# زانيتا توثوفا
زانيتا توثوفا مواليد 6 أغسطس 1984 في شتوروفو، سلوفاكيا، هي لاعبة كرة يد سلوفاكية تلعب كحارس مرمى. مثلت منتخب سلوفاكيا لكرة اليد للسيدات.

## سجل المنافسة
شاركت في البطولات التالية:
- بطولة أوروبا لكرة اليد للسيدات 2014

## روابط خارجية
- زانيتا توثوفا على موقع الاتحاد الأوروبي لكرة اليد (الإنجليزية)